# Michael Utley
Michael Utley (Blytheville, 22 marzo 1947) è un tastierista e produttore discografico statunitense, conosciuto per essere stato membro dei Delaney and Bonnie.

## Biografia
Nel 1970, Jerry Wexler, dirigente della Atlantic Records, invitò Utley a lavorare ai Criteria Studios. Utley ha lavorato con la house band per la Atlantic Records a Miami, in Florida, accompagnando artisti come Aretha Franklin e Jerry Jeff Walker  e in California suonando con Rita Coolidge e Kris Kristofferson.
Nel 1973, Jerry Jeff Walker reclutò Utley per suonare le tastiere nel primo album di Buffett, A White Sport Coat and a Pink Crustacean. Utley ha continuato a lavorare con altri artisti a metà degli anni '70 mentre appariva negli album successivi di Buffett fino al successo di Buffett del 1977 Changes in Latitudes, Changes in Attitudes quando si è unito alla Coral Reefer Band a tempo pieno.
Utley ha il titolo di autore in diversi album, il primo dei quali è un disco strumentale con il collega membro della Coral Reefer Band Robert Greenidge intitolato Mad Music.
Utley ha prodotto o co-prodotto molti degli album di Jimmy Buffett a partire da One Particular Harbour nel 1983. Dal 1981 è in tour con i Coral Reefers.

## Discografia

### Solista
- 1987 - Jubileum
- 1996 - Club Trini
- 1999 - Return in the city

### Con Delaney and Bonnie
- 1971 - Motel Shot
- 1972 - D&B Togheter